# Bruno Bartoloni
Pour les articles homonymes, voir Bartholoni.
Bruno Bartoloni, né le 26 mars 1940 à Rome où il meurt le 18 octobre 2024, est un journaliste et écrivain italien spécialiste du Vatican.

## Biographie
Bruno Bartoloni est le fils de Marianne Dorn-Warschauer, juive allemande, petite fille de Felix Mendelssohn, et du journaliste italo-argentin Giulio Bartoloni.
Il est converti au catholicisme pour échapper aux rafles des nazis. Giulio Bartoloni est tout d'abord sténographe en 1922 quand l'administration de Benoît XV décide de créer un bureau capable de répondre aux questions des journalistes qui commencent à venir en nombre au Vatican. Avec Giulio, qui devient alors le premier vaticaniste de l'histoire, apparaissent les ancêtres de ce qu'on nomme aujourd’hui les vaticanistes .
Quand il fait l'école buissonnière, le jeune Bruno accompagne son père au Vatican, chasse dans les majestueux jardins les lézards au soleil ou s’amuse à souffler les cierges durant les processions interminables. Il commence dans le métier de journaliste pendant ses études de Lettres, à 18 ans. En octobre 1958, en travaillant alors avec son père, il est impliqué dans l'annonce prématurée de la mort de Pie XII. Dans une opération secrète, ils utilisent Riccardo Galeazzi-Lisi, une « taupe », au Vatican pour obtenir des informations anticipées sur l'état de santé du Pape. Alors qu'ils surveillent depuis un appartement à Castelgandolfo un signal indiquant la mort du pape, un mouvement derrière une fenêtre est interprété à tort comme le décès de Pie XII. Cela a conduit à une publication hâtive provoquant une réaction en chaîne dans les médias. Les cloches sonnent le glas en mémoire de Pacelli ce qui oblige le Vatican a officiellement nié la mort, forçant les journaux à retirer leurs éditions et à corriger l'annonce.
Après avoir été pigiste pour des journaux italiens, il entre en 1961 à l’Agence France Presse à Rome, qu’il ne quittera plus jusqu’au 1er avril 2005, la veille de la mort de Jean Paul II. Bruno Bartoloni, qui porte toujours des chemises à fleur afin de ne jamais être pris pour un prêtre, côtoie sept papes en un demi-siècle et devient l'un des plus éminents vaticanistes.
La carrière journalistique de Bruno Bartoloni est jalonnée de nombreux épisodes qu'il a l'habitude de raconter à ses collègues, certains devenant mythiques, comme avoir été détourné par un pirate en Tunisie, s'être introduit clandestinement sur un vol papal entre Florence et Rome, ou s'être emparé d'une paire de skis offerte à Jean-Paul II.
Toujours en activité jusqu'à sa mort, il collabore avec le quotidien Il Corriere della Sera ainsi qu’avec plusieurs télévisions, radios et hebdomadaires dont Paris Match, France Télévision, BFM TV et RFI,.
Bruno Bartoloni meurt le 18 octobre 2024 à Rome, à l'âge de 84 ans. Son décès est annoncé par Vatican News.

## Œuvres
- 2018 : Un juif au Vatican, Presses de La Renaissance[9]
- 2013 : Le ali di Leonardo sul vento del Bosforo, Logart Press[10].
- 2012 : Lo Orecchie del Vaticano, Éditions Mauro Pagliai[11]
- 2009 : Le roman du Vatican secret, avec Baudouin Bollaert, Éditions du Rocher[12]
- 2008 : Le Vatican et ses papes, Éditions du Cygne